# Capa de honras mirandesa

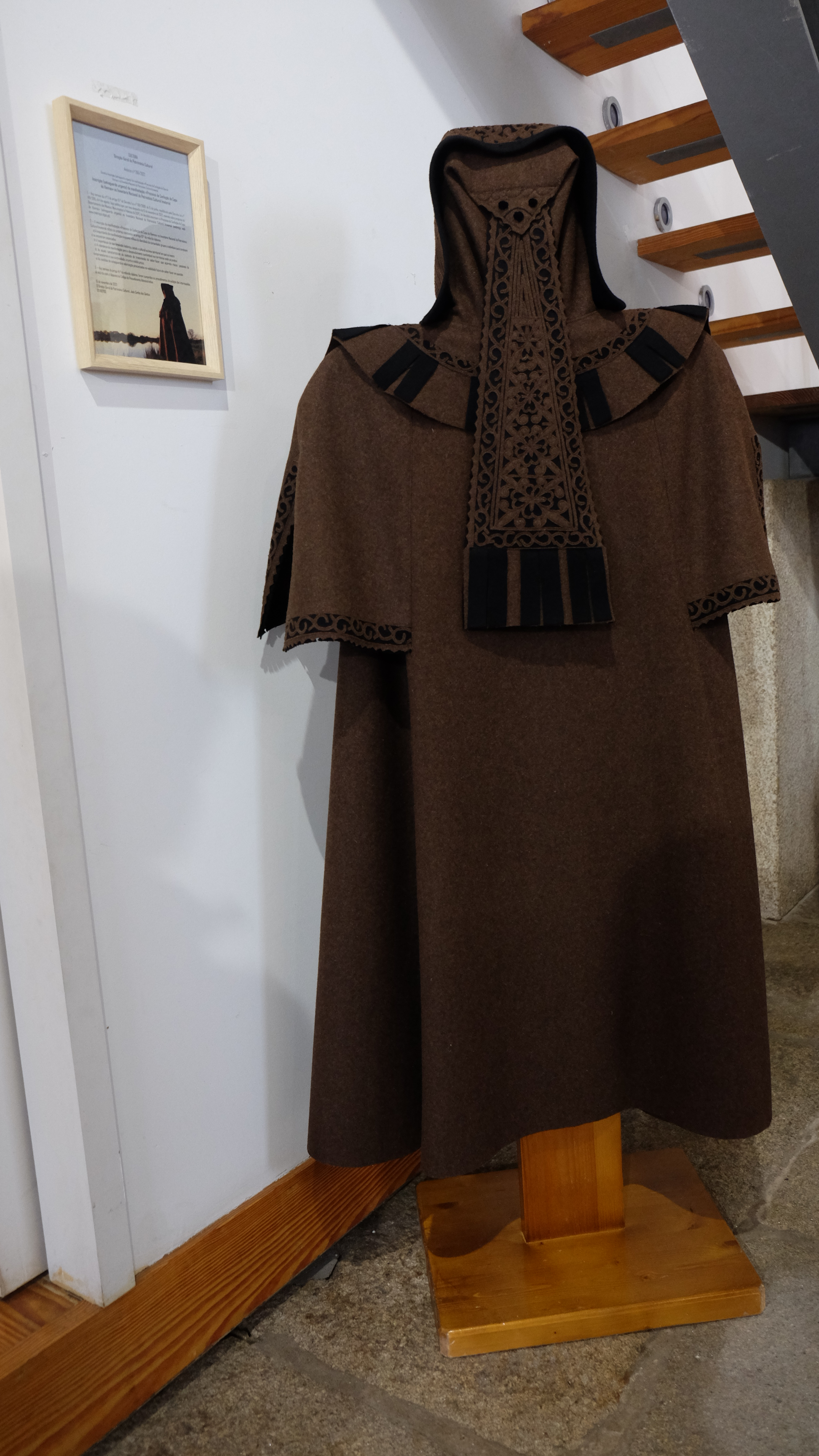
Capa de honras exposta na Casa da Cultura, Miranda do Douro

A capa de honras mirandesa é uma peça de vestuário em burel tradicional de Miranda do Douro, em Portugal. O seu propósito original era a protecção aos pastores nos dias mais frios do Inverno.

## História
A capa de honras tem origem incerta, mas presume-se que remonte à Idade Média, por similaridade com a capa de asperges eclesiástica, usada por exemplo por monges beneditinos.
A ornamentação do traje usado pelos boieiros (guardadores de rebanhos) seria muito mais simples do que o actual — provavelmente, uma versão com mais riqueza estilística seria usada pelos senhores. A referência explícita a "capa de honras" apareceu apenas no século XIX. Num acórdão da Câmara Municipal, de 18 de Dezembro de 1819, estipulava-se que uma capa bem decorada custava 500 réis; uma lisa, apenas 170. Hoje, as capas custam sempre mais de 600 euros.
Hoje, o seu uso limita-se a circunstâncias excepcionais, como eventos solenes (nomeadamente com o Presidente da Câmara Municipal), dias especiais ou festas religiosas. O Menino Jesus da Cartolinha, figura presente na Concatedral de Miranda do Douro, veste uma versão pequena da capa de honras no Dia de Reis, quando sai à rua numa procissão.

## Confecção
A capa de honras, entre o castanho e o preto, é feita de burel, um tecido de lã escura com aspecto espesso, irregular, impermeável e térmico, obtido através do conjunto de transformações — carmeagem, cardagem, fiação, tecelagem e pisoagem — por ela sofridas depois de tosquiada às ovelhas e lavada. A confecção da peça de vestuário, feita por alfaiates, é morosa, envolvendo depois da extracção da lã corte de tecidos, desenho a giz para reprodução modular, costura, recorte, a inserção de acabamentos bordados e franjas e por fim a montagem das várias partes.
Actualmente, apenas duas costureiras e um alfaiate produzem a capa de honras.

## Descrição
A capa tem um semicírculo como forma-base, juntando-se uma sobrecapa curta (até aos cotovelos) e um capuz. A peça, sobretudo o capuz, é adornada em várias partes com padrões geométricos, fitomórficos ou parecidos a corações. A capa de honras inclui uma faixa (chamada de “honras”) ornamentada que cai sobre as costas e franjas nos ombros.